# Véronique Witzigmann
Véronique Witzigmann (* 16. Juli 1970 in Washington, D.C.)  ist eine österreichische Feinkost-Unternehmerin und Buchautorin.

## Werdegang
Witzigmann, Tochter des Kochs Eckart Witzigmann und dessen Frau Monika, ist in München aufgewachsen. Nach dem Schulabschluss und der Berufsausbildung zur Visagistin arbeitete sie u. a. im elterlichen Betrieb Aubergine, in dem sie im Bereich Pressearbeit und Veranstaltungsorganisation tätig war.
Anschließend arbeitete sie, ab 1995, im Bereich Eventmanagement und Promotion bei Antenne Bayern und später als Geschäftsführungsassistentin beim Fernsehsender tm3.

## Feinkost-Unternehmerin
Witzigmann ist alleinerziehende Mutter einer Tochter. Angeregt durch eine Verweigerungshaltung ihrer kleinen Tochter frischem Obst gegenüber, begann sie Marmeladen zu kochen und schließlich auch im gehobenen Feinkostsegment zu vermarkten. Führte sie anfänglich Entwicklung, Produktion und Vertrieb der Produkte vollständig selbst aus, so bedient sie sich heute hinsichtlich der Produktion und des Vertriebs gewerblicher Partner. Zum Produktportfolio des Unternehmens gehören neben Brotaufstrichen auch Chutneys und Saucen.

## Buchveröffentlichungen
Sie hat mehrere Bücher, insbesondere Kochbücher zu den Themenfeldern Brotaufstriche und Backen, aber auch Kinderliteratur und Ratgeber zu Fragen der Hauswirtschaft und des Familienlebens, veröffentlicht. 2008 erhielt Véronique Witzigmann für ihr Buch Meine Marmeladen, Chutneys & Co. von der Gastronomischen Akademie Deutschlands die Auszeichnung in Silber. Mit dem Titel Das Marmeladenbuch (IB 2008) reihte sie sich dann 2014 in die Autorenliste der Insel-Bücherei ein.